# A Taste of Ra II
A Taste of Ra II är Nicolai Dungers andra studioalbum under epitetet A Taste of Ra, utgivet på skivbolaget Häpna! 2006.

## Låtlista
1. "30 Turns 'Round You" - 2:41
2. "Di Spears" - 7:13
3. "Wind and the Mountain II" - 4:14
4. "Flowers, Bats and Boats" - 3:06
5. "Ra Is Movin' Through the Octaves" - 3:16
6. "Indian Love Call (Continues to Call)" - 2:10
7. "Mother" - 3:54
8. "The Fox and the Frog" - 2:40
9. "Radhe-Shyam in Bliss Land" - 6:08